# Псатирелловые
Псатире́лловые (лат. Psathyrellaceae) — семейство грибов порядка Агариковые (Agaricales). Содержит около 10 родов и 700 видов.
Состав семейства пересматривается из-за обнаруженной в конце XX века полифилетичности рода Псатирелла (Psathyrella) и других родов «коприноидных» грибов.

## Роды
- Coprinellus — Навозничек
- Coprinopsis — Копринопсис
- Cystoagaricus
- Drosophila
- Gasteroagaricoides
- Hormographiella
- Lacrymaria — Лакримария
- Macrometrula
- Mythicomyces
- Parasola — Парасола
- Psathyrella — Псатирелла, или Хруплянка